# Rhapis excelsa
Espèce
Classification phylogénétique
Rhapis excelsa est une espèce de palmiers du genre Rhapis et de la famille des Arécacées. L'espèce est originaire d'Asie et notamment de la Chine d'où il tire son nom commun de palmier chinois, à ne pas confondre avec le palmier de chine (Trachycarpus fortunei) qui est une tout autre espèce.
L'espèce n'est pas connue à l'état sauvage, toutes les plantes connues proviennent de culture chinoise. Elles ont d'abord été collectionnées par les Japonais pour les palais du shogunat Tokugawa. Elles ont été ensuite propagées en Europe puis en Amérique où leur faible exigence de lumière et d'humidité ont poussé à les installer dans les bureaux et les halls d'entrée. Le nom de genre Rhapis vient du grec et signifie aiguille.
Noms communs : palmier bambou[réf. souhaitée], palmier chinois[réf. souhaitée].

## Description
- C'est un palmier cespiteux comme le bambou, c'est-à-dire qu'il produit des rhizomes souterrains dont émergent de nouvelles tiges.

- Stipe : ses stipes sont assez fins, de l'ordre de 2 à 3 cm. On en a longtemps fait des cannes de marche, surtout après les dernières guerres mondiales. Les stipes peuvent atteindre 5 m au bout de très longues années, et restent couvert de fibres et de la base des feuilles, un peu comme Trachycarpus fortunei.

- Feuilles : les feuilles palmées, d'un vert profond, sont découpées en segments presque jusqu'à leur attache sur le pétiole. Le pétiole est inerme.

## Culture
Rhapis excelsa est un palmier facile à cultiver et qui s'adapte assez bien aux conditions de l'appartement, car il se satisfait d'un éclairage peu abondant et n'est pas ou peu victime des cochenilles. Il accepte aussi une luminosité plus soutenue, mais pas trop de soleil direct, qui brûle rapidement son feuillage.
En période végétative, il apprécie les apports d'engrais et surtout d'être placé à l'extérieur, à un emplacement chaud mais abrité des rayons du soleil. Il convient d'éviter les excès d'arrosage qu'il supporte mal.
Pendant la période hivernale, l'air asséché par la mise en route du chauffage central a tendance à faire noircir et sécher l'extrémité des segments.

## Liens externes

Rhapis excelsa en pleine terre